# К'юзафорте
Кьюзафорте (італ. Chiusaforte) — муніципалітет в Італії, у регіоні Фріулі-Венеція-Джулія,  провінція Удіне.
Кьюзафорте розташоване на відстані близько 510 км на північ від Рима, 95 км на північний захід від Трієста, 38 км на північ від Удіне.
Населення — 679 осіб (2014).
Щорічний фестиваль відбувається 24 серпня. Покровитель — святий Варфоломій.

## Демографія
Населення за роками:

Станом на 1 січня 2023 року в муніципалітеті офіційно проживало 16 іноземців з 13 країн, серед них 10 громадян країн Євросоюзу.

## Сусідні муніципалітети
- Донья
- Мальборгетто-Вальбруна
- Моджо-Удінезе
- Плеццо
- Резія
- Резьютта
- Тарвізіо